# Coop Reno
Coop Reno è una delle 5 medie cooperative di consumatori del sistema Coop, e come tale aderisce all'ANCC della Lega Nazionale delle Cooperative e Mutue e al consorzio cooperativo Coop Italia.
Insieme alla più grande cooperativa italiana ed europea Coop Alleanza 3.0 e alla media cooperativa Coop Casarsa (nonché ad alcune piccole Coop in Emilia-Romagna, Triveneto, Marche ed Abruzzo) aderisce al Distretto Adriatico.

## Storia
Coop Reno nasce il 22 ottobre 1988 e diventa operativa l'anno successivo. Questa cooperativa nasce come scissione da Coop Emilia Veneto (l'attuale Coop Alleanza 3.0) della rete di piccole dimensioni operante nella pianura bolognese, per un totale di 6 punti vendita (Altedo, Baricella, Minerbio, Poggio Renatico, San Giorgio di Piano e San Pietro in Casale). L'obiettivo della scissione è quello di assicurare una qualificata presenza di Coop nei centri compresi tra i 5.000 e i 15.000 abitanti dove non sono previste grandi strutture.
La nuova cooperativa si avviò ad un piano di sviluppo che, da un lato, prevedeva nuove aperture e, dall'altro, la fusione con le piccole cooperative rimaste nella zona. La prima fusione è stata quella con "La Popolare" di Medicina, e, negli anni successivi, si aggiunsero anche nuove aperture: Osteria Grande e Sant'Agata Bolognese (1992), San Vincenzo di Galliera (1993) e Vergato (1994).
Nel 1992 venne incorporata la Coop Tre Valli, con punti vendita in diverse località dell'Appennino bolognese, espandendosi così fuori dalla pianura. Un'altra fusione è stata quella con Coop Delta, una cooperativa che gestiva diverse località tra le province di Rovigo e di Ferrara. A questi si aggiunsero anche due punti vendita ex Coop Estense (Berra e Jolanda di Savoia) e venne incorporata la Coop Bosco Mesola. Tutti i punti vendita furono più volte ampliati e ammodernati, e nel 1998 si arrivò a 25 punti vendita.
Nel 2000 venne acquisito un punto vendita a Silla e si aprì un nuovo supermercato a Molinella. In pianura vennero inoltre acquisiti alcuni spacci già gestiti da Consorzi Agrari. Nel 2003 è stato acquisito da Coop Adriatica il negozio di Castenaso.
Negli ultimi tre anni la cooperativa ha effettuato un forte sviluppo sia tramite acquisizioni (Monteveglio, San Giovanni in Persiceto, Porretta Terme), che attraverso nuove aperture (Casalfiumanese, Castel Guelfo). Il 3 luglio 2009 è stato aperto un nuovo punto vendita a Padulle di Sala Bolognese.
Altri punti vendita sono stati ristrutturati (San Pietro in Casale, Baricella, Poggio Renatico, Osteria Grande, Sant'Agata Bolognese) o rilocalizzati (Altedo di Malalbergo, San Giorgio di Piano e Galliera, da San Vincenzo a San Venanzio).
Dal 5 aprile 2011 l'InCoop di San Giovanni in Persiceto passa da Coop Reno a Coop Adriatica.
Il 2 giugno 2011 la cooperativa è sbarcata per la prima volta in provincia di Ravenna, aprendo il supermercato di Bagnara di Romagna. Questa presenza si è ulteriormente rafforzata il 29 luglio, con l'apertura del supermercato di Riolo Terme.
Nel 2012 sono stati inaugurati i negozi di Minerbio (in una nuova posizione e ingrandito) e Rioveggio di Monzuno. Sono stati poi ristrutturati i negozi di San Pietro in Casale e quello di Molinella (il primo negozio Coop in Italia con il nuovo format Comunicazione) ed è stato ingrandito quello di Castiglione dei Pepoli.
Il 19 ottobre 2013 è stato inaugurato il nuovo punto vendita di Monghidoro.
Continuando il programma di ammodernamento della propria rete di vendita, nel corso del 2014 la Cooperativa ha ristrutturato il supermercato di Silla e quello di Vado (Monzuno), ha terminato i lavori di consolidamento sismico del fabbricato di Poggio Renatico e ha inaugurato due nuovi supermercati ad Argelato e Castello d'Argile.
Nel 2015 ha inaugurato Pieve di Cento (BO).
Nel 2017 ha inaugurato Vigarano Mainarda (poi chiuso nel 2019).
Nel 2018 ha inaugurato San Benedetto val di Sambro (BO).
Nel 2019 ha inaugurato Longara frazione di Calderara di Reno.
Nel 2020 ha inaugurato Battaglia Terme, Camposanto, Castelmassa.
Nel 2021 ha inaugurato Piumazzo, frazione del comune di Castelfranco Emilia.

## Soci[3]
Al 31 dicembre 2020 Coop Reno contava su 46 supermercati distribuiti nei territori dell'Emilia Romagna e Veneto, nelle provincie di Bologna (29) Ferrara (8) Modena (3) Ravenna (2) Rovigo (4) e Padova (1) con 86.925 soci, 857 dipendenti per un fatturato annuo di vendite di 197.759.122 euro della rete fisica a cui si aggiungono 399.950 euro on line, di questi oltre il 70% è fatto dai soci della Cooperativa.
A marzo 2021 è stato inaugurato il 47 supermercato a Piumazzo, frazione del comune di Castelfranco Emilia
Coop Reno è l'unica tra le medie coop ad avere una sua edizione della rivista "Consumatori" (utilizzata, con edizioni locali, anche dalle 6 grandi coop dei distretti Adriatico e Nord-Ovest), che viene consegnata gratuitamente a tutti i soci.
Da ottobre 2010 Coop Reno ha realizzato un suo portale sociale www.attivamentereno.it che prende il nome del suo house organ interno AttivamenteReno.

## Rete di vendita[3]
Coop Reno gestisce 47 punti vendita in 6 province, divisi tra minimercati e supermercati a insegna Coop.
Questo è il dettaglio della rete di vendita:
- Emilia-Romagna
  - Provincia di Bologna 1: 31 tra minimercati e supermercati Coop di cui 12 nell'Appennino bolognese;
  - Provincia di Ferrara 1: 9 tra minimercati e supermercati Coop;
  - Provincia di Modena 1: 3 supermercati Coop;
  - Provincia di Ravenna 1: 2 supermercati Coop;
- Veneto
  - Provincia di Rovigo 1: 4 tra minimercati e supermercati Coop;
  - Provincia di Padova 1: 2 supermercati Coop.

1 Provincia dov'è presente anche Coop Alleanza 3.0
Coop Reno gestisce una rete di vendita complementare a quella di Coop Alleanza 3.0 (Precedentemente Coop Adriatica, Coop Consumatori Nordest e Coop Estense), coprendo alcune zone non raggiunte dalle grandi Coop.